# Alophomorphella
Alophomorphella is een geslacht van vliesvleugeligen uit de familie Eulophidae. De wetenschappelijke naam van dit geslacht is voor het eerst geldig gepubliceerd in 1913 door Girault.

## Soorten
Het geslacht Alophomorphella omvat de volgende soorten:
- Alophomorphella bharathica Narendran, 2011
- Alophomorphella boneia Ubaidillah, 2006
- Alophomorphella illustris Girault, 1913
- Alophomorphella infaceta Ubaidillah, 2006
- Alophomorphella marosia Ubaidillah, 2006
- Alophomorphella viola Narendran, 2011